# Umm Kulthum bint Ali
Zaynab al-Sughra (Zaynab la Joven), también conocida por su  kunya Umm Kulthum bint Ali, era nieta del profeta islámico Mahoma e hija del Imán Ali. Su matrimonio con el califa Umar es un tema polémico entre suníes y chiíes. Se le dio el apodo de 'La más Joven' para distinguirla de su hermana mayor, Zaynab la  Mayor (Zaynab al-Kubra).
Nació como la segunda hija y cuarta entre todos los de Ali y de la hija de Mahoma, Fatima alrededor de 6 AH (hacia 628 d. C.). Sus hermanos mayores; eran Hasan, Husayn y Zaynab al-Kubra. El Profeta Mahoma le dio la kunya 'Umm Kulthum' porque le encontró gran parecido con su hija, Umm Kulthum bint Muhammad, la tía materna de Zaynab.

## Primer matrimonio
Ali quiso casar a sus hijas con los hijos de su hermano Jafar, pero la mano de Umm Kulthum fue pedida en matrimonio por el califa Umar, quién prometió, "Ningún hombre sobre la faz de la tierra la tratará mejor que yo."
Ali protestó que la niña todavía no había alcanzado la pubertad, pero Umar ordenó que le fuera presentada. Ali dio a su hija una prenda rayada y la instruyó: "Lleva esto al comandante de los fieles y dile: Mi padre dice, "Si te gusta esta prenda, guárdala; si no te gusta, devuélvemela." Cuando Umm Kulthum regresó, informó: "Él no se deshizo de la prenda ni miró nada excepto a mí." Le dijo que estaba complacido, así que Ali consintió el matrimonio. Umar dio a su novia una dote de 40.000 dirhams, y el matrimonio se consumó en noviembre o diciembre de 638 (Dhu'l-Qaada 17 AH).
Tuvieron dos hijos, Zayd y Ruqayya.
Una historia de su vida conyugal cuenta que Umm Kulthum envió un regalo de perfumes a la emperatriz de Bizancio. La emperatriz mandó a cambio un collar "magnífico" para Umm Kulthum. Umar creyó que su esposa no debería haber llevado a cabo una correspondencia privada a expensas del servicio postal estatal, por lo que le reembolsó el coste del perfume y colocó el collar de la emperatriz en el tesoro del estado. No obstante, se dice que Umar trató a Umm Kulthum "con respeto y honor extremos" porque era la nieta de Mahoma.
Aun así, algunos chiíes opinan que este matrimonio con Umar no sucedió en absoluto y es una invención.

## Matrimonios posteriores
Después de la muerte de Umar en 644, Umm Kulthum se casó con su primo más joven, Awn, hijo de Jafar por una dote de 4.000 dirhams. Su hermano Hasan remarcó que nunca había visto un amor tan apasionado como el de Umm Kulthum hacia Awn. Aun así, Awn murió al poco tiempo.
Después de la muerte de Awn, Ali casó a Umm Kulthum con su hermano Muhammad, otra vez por 4.000 dirhams. Pero Muhammad también murió.
Después de la muerte de su marido Muhammad, Umm Kulthum se convirtió en esposa del hermano mayor de Awn y Muhammad, Abdullah, quién se había divorciado de su hermana Zaynab al-Kubra. Al respecto de este divorcio el libro de Muhammad Al-Munajjid revela que Zainab murió mientras estaba todavía casada con él (Abdullah bin Jafar). Hay muchos descendientes de Zaynab y Abdullaah ibn Jafar. Umm Kulthum remarcó: "no fui tímida con [mi suegra] Asma bint Umáis. Dos de sus hijos murieron mientras estaban casados conmigo, pero no temí esto por el tercero."
Umm Kulthum no tuvo hijos de sus tres últimos matrimonios.

## Kerbala
También se menciona que después de la Batalla de Kerbala, y el asesinato de Husayn ibn Ali, ella pronunció un elogio condenando a las personas de Kufa por abandonar a su hermano Husayn.

## Muerte
Umm Kulthum y su hijo Zayd murieron al mismo tiempo, en vida de Abdullah. Ochenta personas asistieron a su funeral, donde Sa'id ibn al-'As dirigió las oraciones, y la congregación incluyó a Abdullah ibn Umar y Abu Hurairah.
Umm Kulthum está enterrada en el cementerio Baab Sagheer en Damasco, Siria.[cita requerida] El mausoleo de Umm Kulthum está localizado en Arrawiya, pueblo en Damasco.[cita requerida]
Los fatimíes creen que ella también es conocida como "Zaynab la Joven" y que está enterrada en la mezquita Sayyidah Zaynab, Damasco; mientras que Zaynab la Mayor vivió al final de su vida en El Cairo y fue enterrada en la mezquita Zaynab, El Cairo.[cita requerida]